# Dębnica (powiat ostrowski)
Dębnica – wieś w Polsce położona w województwie wielkopolskim, w powiecie ostrowskim, w gminie Przygodzice.
Położona przy drodze powiatowej Przygodzice-Czarnylas, ok. 8 km na południe od Ostrowa Wielkopolskiego i ok. 3 km od stacji kolejowej Przygodzice. Znana od 1460 roku.
W latach 1975–1998 miejscowość należała administracyjnie do województwa kaliskiego.
Z Dębnicy pochodzi Oblat Maryi Niepokalanej, o. Andrzej Cierpka, w latach 1928–1982 misjonarz na Cejlonie, uhonorowany we wsi pomnikiem (1995 r.).

## Dolina Baryczy
Dębnica jest położona na terenie Parku Krajobrazowego Dolina Baryczy oraz Obszaru Chronionego Krajobrazu Wzgórza Ostrzeszowskie i Kotlina Odolanowska. Otoczona jest z trzech stron lasami: Antonin i Świeca. W jej sąsiedztwie znajduje się kompleks stawów rybnych Dębnica, wchodzących w skład Stawów Przygodzickich. Największy w kompleksie staw, Dębnica Dolna, ma powierzchnię 70 ha. Stanowi bazę wypadową w dolinę Baryczy. Krzyżują się tu 4 szlaki turystyczne piesze i 2 rowerowe.

## Części wsi
- Dębnica,
- Litwa,
- Pustkowie,
- Opłotki,
- Ławy (niezamieszkane, obszar leśny),
- Szkudlarka,
- Olędry.

Zobacz też: Dębnica, Dębnica Kaszubska